# Monumento Natural de Carenque
El Monumento Natural de Carenque es un yacimiento de huellas de dinosaurio situado en la parroquia de Belas, municipio de Sintra, protegido en 1997 por el Decreto N.º 19/97, de 5 de mayo, que consiste en una huella de 120 metros de longitud, donde es posible encontrar cientos de huellas de dinosaurios cuadrúpedos herbívoros e icnitas tridáctiles.
El yacimiento fue descubierto en 1996 gracias a que en la zona funcionaba una cantera a 1 km al sureste de Belas, situada en una delgada capa de piedra caliza del Cretáceo Superior (Cenomaníaco Superior Medio), con una antigüedad estimada de 90 a 95 millones de años, que contiene el registro fósil de más de cien huellas de herbívoros cuadrúpedos y posiblemente de carnívoros bípedos.